# 白寿
白寿，山东峄县人，是一名明朝政治人物。
白寿曾于洪武间(1368年至1398年)接替许荣任漳州府知府一职，洪武十三年(1380年)之后由徐恭接任。